# فرانك كلاوس
فرانك كلاوس (بالإنجليزية: Frank Klaus)‏ مواليد 30 ديسمبر 1887 في بيتسبرغ - الوفاة 8 فبراير 1948، كان ملاكم أمريكي سابق صنّف ضمن فئة الوزن المتوسط.

## إحصائيات
خاض خلال مسيرته 95 نزالا، فاز في 67 وتعادل في 14 وخسر في 14. فاز بالضربة القاضية في 21 نزالا.

## روابط خارجية
- فرانك كلاوس على موقع بوكس ريك (الإنجليزية) (registration required)